# Saint-Vincent-de-Boisset
Saint-Vincent-de-Boisset é uma comuna francesa na região administrativa de Auvérnia-Ródano-Alpes, no departamento de Loire. Estende-se por uma área de 4,11 km². Em 2010 a comuna tinha 993 habitantes (densidade: 241,6 hab./km²).